# Sargane
Sargane (auch: Sargam, Sargan) ist ein Dorf in der Stadtgemeinde Ouallam in Niger.

## Geographie
Das von einem traditionellen Ortsvorsteher (chef traditionnel) geleitete Dorf befindet sich rund sieben Kilometer südlich des urbanen Zentrums von Ouallam, der Hauptstadt des gleichnamigen Departements Ouallam, das zur Region Tillabéri gehört. Zu den Siedlungen in der näheren Umgebung von Sargane zählt Tolkobey Koira Tégui im Südosten.
Das Dorf ist Teil des Dünengebiets im Westen Nigers. Es herrscht das Klima der Sahelzone vor, mit einer durchschnittlichen jährlichen Niederschlagsmenge zwischen 300 und 400 mm. Sargane liegt am östlichen Ufer des 16 Kilometer langen Sees Mare de Tinga im Trockental Kori de Ouallam. Östlich des Dorfes erstreckt sich ein kleinerer und zeitweise ausgetrockneter Teich, die Mare de Sargane.

## Geschichte
Der staatliche Stromversorger NIGELEC elektrifizierte das Dorf im Jahr 2018. Bei einem Projekt zur Rückgewinnung der von Bodendegradation betroffenen Weideflächen wurden bei Sargane im Sommer 2019 42 Hektar Land bearbeitet.

## Bevölkerung
Bei der Volkszählung 2012 hatte Sargane 4674 Einwohner, die in 587 Haushalten lebten. Bei der Volkszählung 2001 betrug die Einwohnerzahl 3497 in 361 Haushalten und bei der Volkszählung 1988 belief sich die Einwohnerzahl auf 2333 in 303 Haushalten.

## Kultur und Sehenswürdigkeiten
Im Dorf befindet sich die Grabstätte des legendären Helden Mali Béro, der Angehörige des Volkes der Zarma aus dem heutigen Mali ins heutige Niger geführt haben und seine letzten Jahre in Sargane verbracht haben soll. Das Grab wurde in jüngerer Zeit in Form eines Mausoleums befestigt.

## Wirtschaft und Infrastruktur

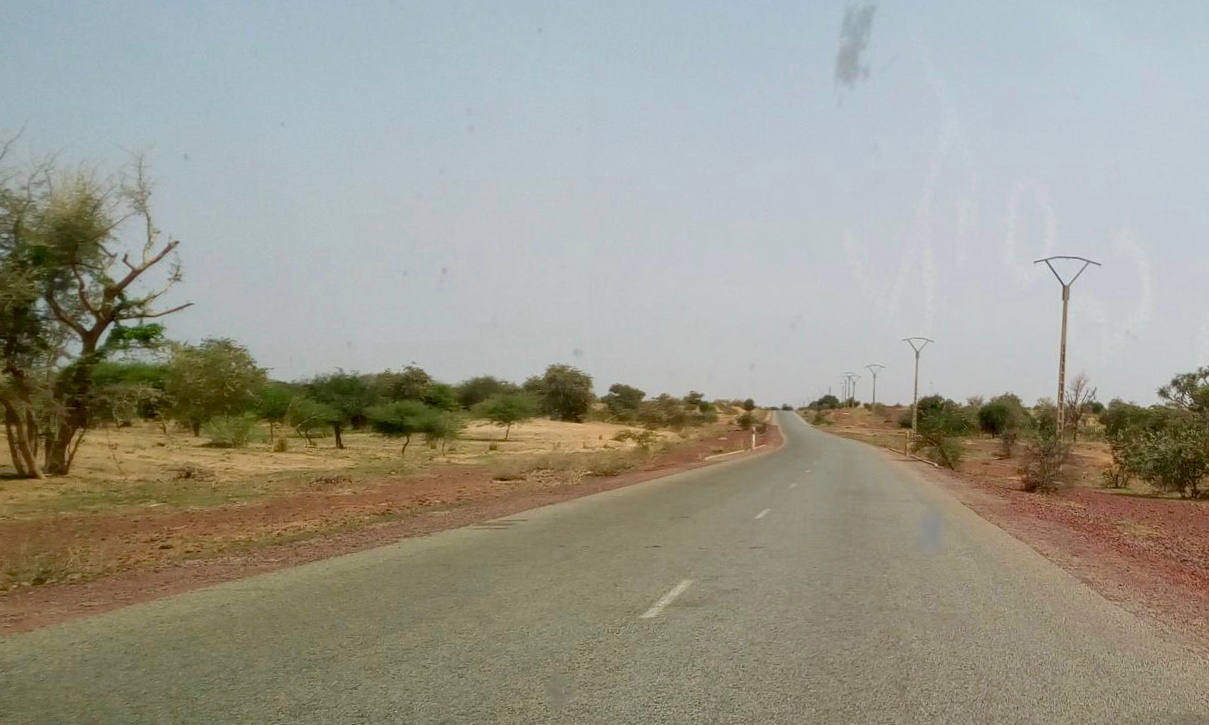
Nationalstraße 24 zwischen Sargane und dem Stadtzentrum von Ouallam (2018)

In Sargane wird Bewässerungsfeldwirtschaft betrieben. Im Jahr 2020 belief sich die dafür genutzte Fläche auf 18,5 Hektar. Mit einem Centre de Santé Intégré (CSI) ist ein Gesundheitszentrum im Ort vorhanden. Es gibt mehrere Schulen. Mangels entsprechender baulicher Infrastruktur findet der Schulunterricht im Dorf in Strohhütten statt. Am Ortsrand von Sargane verläuft die 294,7 Kilometer lange Nationalstraße 24 zwischen der Hauptstadt Niamey und der Staatsgrenze zu Mali. Die Straße ist in diesem Abschnitt asphaltiert.